# Валлио-Терме
Валлио-Терме (итал. Vallio Terme, ломб. Vài) — коммуна в Италии, в провинции Брешиа области Ломбардия.
Население составляет 1146 человек (2008), плотность населения составляет 76 чел./км². Занимает площадь 15 км². Почтовый индекс — 25080. Телефонный код — 0365.
Покровителями коммуны почитаются святые апостолы Пётр и Павел, празднование 29 июня.

## Демография
Динамика населения:

## Администрация коммуны
- Официальный сайт: http://www.vallioterme.it/